# Astronesthes lamellosus
Astronesthes lamellosus es una especie de pez de la familia Stomiidae en el orden de los Stomiiformes.

## Morfología
• Los machos pueden llegar alcanzar los 9,2 cm de longitud total.

## Hábitat
Es un pez de mar y de aguas profundas que vive hasta 475 m de profundidad.

## Distribución geográfica
Se encuentra en el Mar de Arabia y la Bahía de Bengala.